# Cuckney
Cuckney är en by i Norton, Cuckney, Holbeck and Welbeck i Bassetlaw i Storbritannien. Den ligger i grevskapet Nottinghamshire och riksdelen England, i den sydöstra delen av landet, 200 km norr om huvudstaden London. Civil parish hade 215 invånare år 2001. Cuckney var en civil parish fram till 2015 när blev den en del av Norton and Cuckney. Byn nämndes i Domedagsboken (Domesday Book) år 1086, och kallades då Chuchenai.